# Экономика Черногории
Черногория относится к типу стран с переходной экономикой. Государство оправляется от последствий югославских войн, промышленного спада, вызванного распадом Югославии и экономических санкций ООН. За последние три десятилетия основной отраслью экономики Черногории стал туризм.

## История

### Ранний период
Индустриализация в стране, в то время ещё княжестве Черногория, началась только в начале XX века. Причиной этого были малое население, отсутствие крупных месторождений ископаемых, слабая инфраструктура. Однако экономическое отставание имело положительное следствие — экология Черногории не была испорчена промышленными отходами.
Первые фабрики появились в стране в первом десятилетии XX века. Однако рост промышленности был прерван Балканскими войнами, Первой и Второй мировыми войнами. В перерыве между мировыми войнами сельское хозяйство сохранило своё доминирующее положение в национальной экономике.

### В составе Югославии
Бурный рост экономики начался только после Второй мировой войны, когда Черногория стала частью Югославии. Страна переживала период быстрой урбанизации и индустриализации. Индустриальный сектор базировался на производстве электроэнергии, чёрной металлургии, добычи угля, в конце 80-х гг развитие получили международное судоходство и особенно туризм.

### После 1991 года
Потеря прежде гарантированных рынков и потребителей, последовавшая за распадом Югославии, привела к спаду в промышленности, так как производство падало, а программа приватизации, начатая в 1989 году, была прервана. Распад югославского рынка и введение в мае 1992 года экономических санкций ООН вызвали крупнейший со времен Второй мировой войны экономический и финансовый кризис в Черногории. В 1993 году 2/3 черногорцев жили за чертой бедности. Финансовые потери от введения санкций ООН приблизительно равны $6,39 млрд. Этот период ознаменовался гиперинфляцией, которая стала второй по силе за всю историю человечества (3 млн процентов в январе 1994).
Благодаря особенностям географического положения (Черногория имеет выход в Адриатическое море и водную границу с Албанией по Скадарскому озеру) страна стала центром деятельности контрабандистов. Производство в Черногории почти полностью остановилось, и основная экономическая активность в республике сосредоточилась вокруг контрабанды продуктов первой необходимости, цены на которые резко взлетели. Это стало де-факто легализованной практикой и продолжалось годами.

### Выход из союза с Сербией
В 1997 году Мило Джуканович возглавил ДПС и начал проводить политику отделения от Сербии. Правительство Черногории утвердило одновременное хождение немецкой марки и сербского динара как платежного средства под предлогом борьбы с инфлияцией. В 2000 году марка была утверждена единственной валютой Черногории, а в 2002 республика перешла на евро. Кроме того черногорское правительство требовало от федерального правительства передать ему всю экономическую власть в Черногории. Все это привело к образованию Сербии и Черногории — конфедерации двух республик, в которой правительство Черногории получило существенно большую экономическую свободу.
За этим последовало проведение приватизации, реформа законодательства, введение НДС. Правительство представило среднесрочный план развития экономики. Несмотря на предпринятые меры, уровень жизни в республике за тот период кардинально не изменился. Черногорское правительство во главе с Джукановичем возлагало вину за медленное развитие на Сербию. Их аргументами было то, что в Сербии внешний долг был на треть выше, чем в Черногории, а безработица в Черногории была гораздо ниже. Кроме того, продолжающиеся разбирательства между правительством Сербии и Гаагским трибуналом, а также нерешенность косовского вопроса снижали привлекательность Черногории для инвесторов и препятствовали её вступлению в ЕС и НАТО.
21 мая 2006 года был проведен референдум, по которому Черногория получила независимость.

### Период независимости
После обретения независимости Черногория продолжила переориентацию экономики на туристическую деятельность, стремясь стать элитным курортным центром и войти в Европейский союз. Были предприняты усилия по привлечению иностранных инвестиций в туристическую сферу, а также в развитие инфраструктуры, без чего невозможно развитие туризма.
В 2006—2007 годы в Черногории прошёл бум спроса на недвижимость. Многие европейцы, в том числе и россияне, покупали недвижимость на побережье страны. В 2008 году в Черногорию поступило больше инвестиций на душу населения, чем в какую-либо европейскую страну. В последние годы Черногория показывала очень высокие темпы роста. Тем не менее, финансовый кризис привел к падению темпов роста экономики и даже к рецессии: уменьшились инвестиции, сократилось число отдыхающих, промышленность также испытывала серьёзные трудности.

## Промышленность
Традиционно основу экономики Черногории составляли чёрная металлургия (центр — Никшич), производство алюминия (Подгорица), электротехническая промышленность (Цетинье), резинотехническая, химическая промышленность и производство подшипников (Котор), текстильная промышленность (Биело Поле), судостроение и судоремонт (Биела, Бар), лёгкая и пищевая промышленность (Никшич, Бар), деревообработка (Рожае, Беране, Плевля, Никшич).
Важнейшими полезными ископаемыми являются бокситы, железная руда и уголь. Основная промышленная деятельность связана с выращиванием табака, добычей соли и производством алюминия.

## Сельское хозяйство
Климатические условия Черногории способствуют развитию сельского хозяйства. Здесь выращивают зерновые культуры, широкое разнообразие фруктов (цитрусовые, виноград, инжир и пр.) и овощей, табак. В стране развито животноводство, производство мясомолочной продукции. Экологически чистые земли позволяют производить натуральную продукцию высокого качества.

## Туризм
С конца 1980-х гг Черногория становится центром летнего и зимнего туризма. Весьма популярны международные курорты в городах Херцег-Нови, Будва, Бечичи, Петровац, а также исторические и природные достопримечательности — город Котор на берегу Которского залива, бывшая столица Цетине, Скадарское озеро, гора Ловчен, высокогорный монастырь Острог, каньон реки Тара (самый большой в Европе и второй в мире: его глубина достигает 1300 м), национальный парк Дурмитор и его горнолыжный курорт Жабляк (1465 метров над уровнем моря, это самый высокогорный город на Балканах). Политика государства нацелена на всестороннее развитие туристической сферы, ей отдан приоритет перед промышленностью и сельским хозяйством. Об этом, в частности, говорит провозглашение Черногории «экологичным государством».
В марте 2019 года Черногория увеличила для россиян срок безвизового пребывания в стране до 90 дней.

## Финансы
В качестве национальной валюты Черногория в одностороннем порядке ввела евро. Однако, не будучи членом еврозоны, страна не имеет права эмитировать евро и вынуждена довольствоваться денежными средствами, поступающими из-за границы (в частности, от иностранных туристов). В этих условиях Центральный банк страны вынужден идти в русле политики ЕЦБ.
В Подгорице находится черногорская фондовая биржа.

## Внешняя торговля
Объём внешней торговли на 2014 год — 2806 млн долларов. Географическое распределение внешней торговли Черногории (на 2014 год):
- Страны ЕС — 44,0 % (1238 млн долларов).
- Россия — 0,3 % (10 млн долларов)
- Китай — 6,4 % (179 млн долларов)
- Турция — 2,0 % (55 млн долларов)
- Страны Америки — 1,9 % (53 млн долларов)
- Страны Африки — 0,15 % (0,5 млн долларов)-?

## Транспорт
По территории Черногории проходит ряд трансъевропейских магистралей: E65, E80, E762, E763, E851. В стране имеется 6 аэропортов, из которых 2 международные (Подгорица, Тиват). Столица соединена с железнодорожным сообщением с Белградом и Шкодером.

## Трудовые ресурсы и занятость.
Самая большая проблема (как и в других ещё относительно бедных странах Европы: России, Украине, Белоруссии и т. д.), увеличивающийся с каждым годом дефицит трудоспособной рабочей сила и рост количества пенсионеров в связи с низкой рождаемостью и высокой эмиграцией населения в другие, более богатые, страны мира. Особенно сложная ситуация с растущим демографическим кризисом наблюдается во многих развивающихся странах Европы и Азии: Черногории, Молдавии, Белоруссии, Украине, России, Китае, Таиланде, и т. д. В этих странах обычный демографический кризис, свойственный развитым странам, подвержен дополнительным факторам. Он усугубляется ещё большим уменьшением официально работающей доли трудоспособного населения из-за обширной неформальной, теневой экономики, ещё более низкой рождаемостью, ещё большей безработицей, ещё большим ростом пенсионеров в связи с меньшими здоровыми годами активной трудоспособной жизни. А вкупе с активной эмиграцией молодого, экономически активного и самого трудоспособного населения в более богатые страны мира это приводит к замедлению экономического роста страны, и, как следствие, к замедлению роста зарплат и уровня жизни в стране, что в свою очередь замедляет приближение уровня жизни в развивающихся странах к уровню жизни в развитых. Богатые развитые страны Европы и Азии часто решают проблему демографического кризиса, просто увеличивая квоты на ввоз большего числа иностранной рабочей силы, в то время, как бедные, экономические не привлекательные как для квалифицированной, так и для неквалифицированной иностранной рабочей силы, развивающиеся страны себе позволить не могут. Как пример, экономика Черногории может столкнуться с широко обсуждаемой проблемой — Черногория может постареть быстрее, чём её население разбогатеет, что может привести к замедлению роста уровня жизни в Черногории и к более медленному сближению её зарплат с зарплатами других развитых и богатых экономик Азии и Европы: Японией, Республикой Корея, Китайской Республикой, Швейцарией, Германией, Францией, Норвегией, Словенией и т. д. В худшем случае это может привести к экономическому застою, подобно японскому, наблюдаемому в Японии уже два десятилетия. Но с учётом, что Япония является экономически развитой, богатой страной, с высокими зарплатами, а Черногория лишь развивающейся.

## Доходы населения
Минимальный размер оплаты труда с 2013 года составляет €288,05 (брутто) и €193 (нетто).

 По состоянию на ноябрь 2018 год средний размер оплаты труда в Черногории составляет €769 ($863,79, брутто) и €512 ($575,11, нетто) в месяц. С 1 июля 2019 года минимальный размер оплаты труда (нетто) вырос на 15 % и составляет €222.
Индекс Кейтца (соотношение между минимальной и средней заработной платы в стране) в Черногории в 2013 году после повышения минимального размера оплаты труда до €193 составлял 40,3 %, но к 2019 году упал до 38 %. Индекс Кейтца с 1 июля 2019 года вырос и составляет (средняя €512 и минимальная €222) около 43 %. По состоянию на май 2021 года средний размер оплаты труда в Черногории составляет €792, ($938,84, брутто) и €530 ($628,26, нетто) в месяц. С 1 июля 2021 года минимальный размер оплаты труда (нетто) составляет €250. Индекс Кейтца (соотношение между минимальной и средней заработной платы в стране) с июля 2021 года составляет (средняя 530 евро и минимальная 250 евро) около 47 %. С 1 января 2022 года минимальный размер оплаты труда составляет €567,54 (брутто) и €450 (нетто). С 1 января 2024 года минимальная пенсия по старости в Черногории составляет €450. По состоянию на сентябрь 2024 года средний размер оплаты труда в Черногории составляет €1102 ($1168,04, брутто) и €877 ($929,55, нетто) в месяц.